# 江戸川乱歩全集 恐怖奇形人間
『江戸川乱歩全集　恐怖奇形人間』（えどがわらんぽぜんしゅう　きょうふきけいにんげん）は、1969年公開の日本映画。R-18（旧成人映画）指定だったが、ソフト化に伴う再審査の結果、PG-12指定に改定された。吉田輝雄主演、石井輝男監督。東映京都撮影所製作、東映配給。併映『㊙劇画 浮世絵千一夜』（長編アニメーション映画）。カラー99分。

## 概要
石井輝男監督による一連の“異常性愛路線”の最終作で、怪奇色の強いミステリー映画。
当時の東映企画製作本部長・岡田茂（のち、同社社長）が、この年春の段階で、秋の大作として石井に地獄絵図を撮ってもらおうと『地獄』というタイトルでこの枠で製作を予定していた（地獄 (1979年の映画)#企画）。これが流れて代わりに製作されたのが本作。岡田から「何か変わったものはあるか」と聞かれ、石井が少年時代から愛読していた江戸川乱歩を提案し製作が決まった。映画タイトルの"江戸川乱歩全集"は、当時講談社から出版された『江戸川乱歩全集』からの流用、"恐怖奇形人間"は、岡田茂による命名。

クレジットには江戸川乱歩原作の「パノラマ島奇談より」と明記されているが、この原作からは、一部の人名の他は、主人公の成りすましとラストシーンの2箇所程度しか使用されておらず、島のコンセプトや物語の大部分は乱歩の別の長編『孤島の鬼』に依っている。タイトルは"江戸川乱歩全集"であるが、全ての乱歩作品が登場するわけではなく、『孤島の鬼』をベースに、『屋根裏の散歩者』『人間椅子』『白髪鬼』など、乱歩の諸作品から断片的イメージを集め、乱歩世界のエッセンスを映像化した形となっている。
公開時は話題にならなかったが、東京の名画座「大井武蔵野館」での「定番作品」として繰り返し上映されるなどで、日本に於けるカルト映画の先駆けとなり、石井輝男の再評価及び復活の起爆剤となった。

## あらすじ
過去の記憶がない主人公の人見広介。医学生だった彼は精神病院に閉じ込められているのだがその理由も分からない。サーカスの少女、初代が歌う子守唄から記憶を取り戻しかけたが、目の前で少女が殺されその犯人にされてしまう。逃亡者となった彼は北陸へ向かう列車の中で自身と瓜二つの菰田源三郎の死亡記事を目にする。広介は埋葬された源三郎が生き返ったように見せかけて源三郎に成りすます。こうして広介は奇妙な生活を送る羽目になる。源三郎の父、丈五郎は生まれながらの奇形で、執事の蛭川に家を任せ、沖にある無人島で島を改造しているという。まもなく、菰田家で源三郎の妻の千代子が殺された。広介は執事の蛭川、遠縁にあたる娘の静子、下男を連れ、島に渡る。
丈五郎は奇形人間を作り島に自らの理想郷を作ろうとしていた。そこでは初代そっくりの秀子という娘が男と人工的なシャム双生児にされていた。広介は源三郎の弟であり、広介が医大に通っていたのは丈五郎が奇形人間の製造を任せるためだったのだ。広介は自らが源三郎ではなく広介だと丈五郎に打ち明け、愛しあうようになった秀子に外科手術を施し、もとの体にしてやる。ところが、秀子には出生の秘密があった。
秀子は丈五郎が浮気を憎んだ妻、ときをせむし男に犯させて生ませた子で、広介と秀子は兄妹だったのだ。丈五郎はピストルを出し、広介に奇形人間製造の協力を求めるが、下男の正体は明智小五郎であり、ピストルの弾はすでに抜かれていた。明智は執事の蛭川が静子と愛人関係にあるうえに丈五郎を裏切り、源三郎を殺そうとして間違って千代子を殺してしまったことなどを暴く。計画の不可能を悟った丈五郎は自殺し、愛し合うようになった秀子と広介は心中、花火となって空中に四散した。

## キャスト
- 人見広介／菰田源三郎 - 吉田輝雄
- 秀子／初代 - 由美てる子
- 菰田丈五郎 - 土方巽
- 菰田とき - 葵三津子
- 菰田千代子 - 小畑通子
- 静子 - 賀川雪絵
- 蛭川 - 小池朝雄
- 猛 - 近藤正臣
- 美枝 - 英美枝
- みき - 小山陽子
- 圭 - 木山佳
- きん - 田仲美智
- 林田 - 笈田敏夫
- 女患者A - 片山由美子
- 女患者B - 金森あさの
- 男患者A - 宮城幸生
- 男患者B - 土橋勇
- 男の狂人 - 阿由葉秀郎
- 女の狂人 - 三笠れい子
- 斬り裂かれる娘 - 尾花ミキ
- 監守 - 高英男
- 按摩 - 加藤欣子
- 坊主A - 由利徹
- 坊主B - 大泉滉
- 医者 - 上田吉二郎
- 看護婦 - 桜京美
- 傴僂男A - 沢彰謙
- 傴僂男B - 河崎操
- 事務員 - 岡田千代
- 明智小五郎 - 大木実
- 小沢澄江
- ジョージ・岡部
- 唐柔太
- 奥野保
- 村田天作
- 山下義明
- 土方巽暗黒舞踏塾

## スタッフ
- 監督：石井輝男
- 脚本：石井輝男、掛札昌裕
- 企画：岡田茂、天尾完次
- 原作：江戸川乱歩（講談社版「パノラマ島奇談」より）
- 撮影：赤塚滋
- 美術：吉村晟
- 編集：神田忠男
- 音楽：鏑木創[1]
- 助監督：依田智臣
- 装置：温井弘司
- 装飾：宮川俊夫
- 録音：野津裕男
- 照明：増田悦章
- 編集：神田忠男
- 記録：塚越恵江
- 美粧：鳥居清一
- 結髪：白鳥里子
- 衣裳：岩逧保
- 擬斗：三好郁夫
- 進行主任：西村哲勇
- 協力：木下サーカス
- スチル：木村武司

## 製作

### 企画
石井輝男は岡田茂東映企画製作本部長からの信頼も厚く、岡田作成による東映の年間ラインナップ表には、"石井もの"というエログロ企画枠が用意され、封切りまでにそこで石井作品を必ず何かやらないといけないと決まっていた。前述のように最初は、閻魔大王と首切り浅があの世で残酷対決をする岡田企画の『地獄』が予定され、充分な予算も与えられていたが、さらに金がかかり過ぎるとこれはボツ企画となった。石井が江戸川乱歩を提案し、共同脚本の掛札昌裕は、横溝正史が当たると『八つ墓村』を推したが、石井輝男が「どうしても江戸川乱歩をやりたい」というので乱歩をやることになった。

### 怪奇ロマン路線
石井輝男が1968年の『徳川女系図』を皮切りに1969年の本作『江戸川乱歩全集 恐怖奇形人間』まで、一年半の間にハイペースで東映京都撮影所で撮った9本のエログロ映画を今日"性愛路線" "異常性愛路線"と呼ぶことが多いが、本来は、これら9本のエログロ映画は、岡田茂企画製作本部長が提唱した五つの路線から成る（東映ポルノ#石井輝男エログロ映画）。岡田は「路線が確立しなければ単発で当てても儲からない」という考えを持っていた。石井は当時はフリーで、東映とは本数契約だった。路線の途中に日活で正統的な任侠映画『昇り竜鉄火肌』を撮っているのはこのため。石井自身「『徳川女系図』以後の企画は私の発案ではありません」と述べている。
本作の一つ前『明治・大正・昭和 猟奇女犯罪史』公開前の1969年8月に岡田が「『明治・大正・昭和 猟奇女犯罪史』と11月に公開を予定しているエロチック・アニメーション『㊙劇浮世絵捕物帳』（『㊙劇画 浮世絵千一夜』）を最後に"刺激路線"にピリオドを打つ」と発表した。当時エロ映画への風当たりが強くなり、警視庁は婦人団体からエロ映画の取締りを強化するよう突上げを食らい、映倫に審査の強化を要請していた。撤退理由として岡田は「至極カンタンな理屈。70年対策。明年は安保と万博の年。万博の影響は大したことないが、怖いのは安保闘争だ。世の中が上へ下への大騒ぎをしているときに、ハダカにムチを打ったり、逆さ吊りにするようなシンドイものは敬遠されるのではないか」と話した。また岡田は「もし("性愛路線"を)復活するなら、ひとまず静まった明後年（1971年）」と話し、その代わりに江戸川乱歩や夢野久作などの全集がベストセラーになっていることにヒントを得て、"怪奇ロマン路線"を敷くとし、「現状へ[欲求不満の鬱積がこうした怪奇幻想に走らせているのだし明年の思想の主流の一つ」と述べ、石井監督の次回作を急きょ切換えての第一弾を『パノラマ島奇譚』と発表、「江戸川乱歩の有名な原作を中心に他の作品も加味する。こうしたものは松竹がすでに丸山明宏で手がけたことがあるが、単なる幻想ではなく、もっとリアルな内容にする」と説明した。また「江戸川乱歩の作品をかたっぱしから映画にする」と合わせて発表し、"怪奇ロマン路線"は本作一本ではなく、路線化される予定で、次作は『地獄』を予定し1970年8月封切りを予定していた（内容が大きく変わり1999年に映画化『地獄』として映画化）。当時のマスメディアからは「従来の路線をオブラートで包んだ形になるのだろう。しかし数々のフンドシ女優を怪奇ロマンに切り替えられるのか」「『恐怖・畸形人間』という題からも想像されるように畸形人間のオンパレード。怪奇幻想といえば聞こえはいいが、要するに乱歩ブームにあやかったエログロ路線の一変種。つまり畸形映画というわけだ」「配役は霊感女優の北条きく子が乱歩の霊を呼び、そのお告げで決めるという。ヒロインは北条きく子と御託宣が下ったらどないするねン」などとおちょくられた。

### 脚本
石井は「何か企画はないか？」と言われたので昔からファンだった乱歩の、特に『パノラマ島奇談』がお気に入りだったので、すぐに要望を出した、と話している。しかし『パノラマ島奇談』ではなく『孤島の鬼』をベースに色んな乱歩作品が入っているのは、掛札の説明では、掛札がシャム双生児が出てくる『孤島の鬼』がもともと好きで、「最初は『孤島の鬼』だけでシノプシスを作っていて、途中から『パノラマ島奇談』が入って来た」、「あのころ講談社から『江戸川乱歩全集』が出版されたので、それに便乗してサブタイトルをつけちゃおう、色んな原作のいいところをみんなかっさらちゃおうとなり、乱歩好きの僕と石井さんとで旅館に籠ってアイデアを出し合い、面白がって脚本作業をしました」などと述べている。石井は「掛ちゃんも飛躍するのが好きな方だし、のってやりました」と話している。見世物小屋は、石井が子どもの頃に見た靖国神社での招魂祭でずらーと並んだ見世物小屋の光景がイメージにあるという。石井監督の前作『明治大正昭和 猟奇女犯罪史』は阿部定本人を引っ張り出して大ヒットしていたので、本作公開前は“異常性愛路線”の企画は他にも色々挙がっていた。
石井は「乱歩さんの原作は、発表当時の事情を考えると、相当控えめで、表現を遠慮しているところがありますね。映画の中では乱歩作品の持つロマン、そのあまさを出してみたい」と抱負を述べた。石井は当時、乱歩、ヤコペッティ、つげ義春、土方巽を面白がっていたといわれる。

### 撮影
同じ1969年4月『徳川いれずみ師 責め地獄』撮影中に東映京都撮影所で、労組系助監督たちによる石井監督排斥運動が表面化した影響もあり、石井組の常連俳優と信頼できるスタッフを引き連れ、能登半島の會々木海岸で長期ロケーションを敢行。源平合戦で破れ配流された平時忠（清盛の義兄）の子孫が代々住んだという重要文化財の邸宅・時国屋が使用された。オールラッシュも当地の古い映画館を借りて行われた。エログロには馴れっこのはずのスタッフも本作の撮影にはヘドが出そうだったが、石井監督は「エロとグロの極致を追及する」と意気軒高だったといわれる。

### 演出
土方巽率いる暗黒舞踏塾の一座が奇形人間を演じている。奇形人間の造形は石井がイメージを伝えたものだが、土方からも「これどうですか」みたいなアイデアが出た。ほとんどは毒々しい白塗りのペインティングや衣装を身にまとっているだけで、体型の異形を表現するようなギミックや着ぐるみなどは用いられていない。白塗りの人たちは土方の弟子と土方が京都でナンパして連れてきた学生がほとんど。土方は気に入らないと石を拾って彼らに投げつけ、石井もビックリしたと話している。土方はすごくのって10メートルくらいの波が立つ岩からの登場など命懸けでやってくれたという。　
「仁義なき戦いシリーズ」やコロンボ刑事の声としても知られる小池朝雄が、女装をし、また“人間椅子”の中に入って恍惚となるなど、体当りの演技をみせている。小池は当時は主に舞台で活躍していたが「映画出たかったもん。ギャラはいいし(笑)、その頃の映画ってしっかりしててね。"刺激路線"の頃は、批判や反発も耳に入りました。当時は着流し路線（任侠路線）も曲がり角の頃でね。確かに石井監督のはグロテスクで、"着流し"とはまるで違う美意識だったからね。ボクは両方やってたからよく解るけど、全然正反対の美意識のモノを演るのもこれ又面白いわけで、もっともソレばかりじゃ困るけど、バカバカしい位の面白さがあったね。石井監督も、一体何が出来てくるのかと、興奮するところがね。何で東映がこんなの撮るんだって、今のポルノやってるみたいな声あったよ。進んでいる人とそうでない人ってのは、常にいるわけでね。ま、どっちが進んでるのか、わかんないけど(笑)」などと述べている。小池は、テレビ朝日系で1982年に放送された“江戸川乱歩の美女シリーズ”にて、本作と原作が同じ『天国と地獄の美女 江戸川乱歩の「パノラマ島奇談」』に出演している。
テレビ『柔道一直線』でブレイクする直前の近藤正臣が（人工的に造られた）シャム双生児の片割れの役で出演しているが、セリフもなく顔も近藤とは判別できない。
「葦原将軍」として知られる葦原金次郎がモデルと思われる患者が、精神病院のシーンで登場する。
大木実が明智小五郎を演じるのは1962年大映映画『黒蜥蜴』以来だが、そのあまりにも唐突な正体の明かし方、股引き姿のままキザに謎解きを進める演技などで、地味ながら作品のカルト性に寄与している。

### 音楽
音楽監督は、プレスシートやこれを引用した資料（キネマ旬報の作品紹介など）には八木正生となっているが、実際は鏑木創である。途中交代があったかどうかは不明だが、それまで石井輝男作品の音楽を大部分手がけてきた八木は二度と同監督と組むことはなくなり、以降は鏑木がこの位置を占める。鏑木は、1982年にテレビ朝日の土曜ワイド劇場枠スペシャルで「パノラマ島奇談」をドラマ化した「江戸川乱歩の美女シリーズ・天国と地獄の美女」で（井上梅次監督）も音楽を担当し、同趣向となったラストシーンでは対照的な曲付けをした。

## ロケ地
- 能登半島[11]。
- 京都府亀岡市平和台公園[11]。

## 封切り
内容の過激さから、セックスシーンや流血シーンは少ないにもかかわらず、公開当時は成人映画に指定された。完成試写での営業サイドの反応が悪く、捨て週間での公開で、出来の良くないポルノアニメとの併映となり、客席はガラガラ、ラストシーンも静まり返った。興行成績が全く振るわず10日間で公開打ち切り。掛札は「後世こんなに評価されるとは夢にも思わなかった」と述べている。

## 性愛路線の終了
1969年暮れの時点では1970年8月に『地獄』 (1999年の『地獄』はこれの内容を大きく変えたもの)を公開して一連の“性愛路線”を終了させるという構想があった。“性愛路線”の提唱者である岡田茂は、『読売新聞』夕刊1970年3月7日付けの『現代の映画とセックス』という記事で、“性愛路線”が下火になったとするインタビューに答え、「続けてやっているとどうしてもグロになってしまうもんだから。でも映画にエロチシズムの要素は残しておく必要があると思う。お客の要求にこたえる意味でもね。石井輝男も当初ハダカはユーモアとして表現したんだが、連続して作っていると、ハダカの表現には制約があるから、サド、マゾ、ホモの異常性愛に傾き、グロテスクな方向に進まざるを得なかった。そんなときに『江戸川乱歩全集 恐怖奇形人間』と『㊙劇画 浮世絵千一夜』に対して警視庁の取り締まり強化宣言と映倫への警告があった。われわれが自主規制の建て前として作った映倫を追い込んではいかん。それは意識します。だから今度作るとなると初心に帰って一から始めることが必要だ。ユーモアのある艶笑ものですな。ただこれは力のある監督でないと出来ないんだ」と“性愛路線”を終了させた理由を話した。
『㊙劇画 浮世絵千一夜』が公開後に警視庁から「刑法にふれる疑いがあり、カットしない場合は断固取り締まる」とキツい警告があり、東映はカットに応じたが。官憲の直接介入による作品のカットという悪い前例を残し、映画界にとって大きなマイナスとなった。『読売新聞』は「ビジネスとして作り始めた“性愛路線”がエスカレートして提唱者の手に負えなくなって来たらしい。お客の方が食傷気味で見せ物的なエロを見限ったという理由もあろうが、このへんに現代のセックス状況の奇怪さが現れているようである」と解説している。

## 作品の評価

### カルト人気
初公開時には佐藤重臣など、ごく一部の映画評論家を除いて黙殺された。「あんなもん江戸川乱歩じゃない」と言われたり、石井のエログロ映画は、日本映画史から無かったことにした映画評論家もいたとされる。下品な大見出しや、お色気記事で定評のある某夕刊紙からは「ウチの紙面が汚れるからお断りします」と紹介記事の掲載を断られた。『週刊ポスト』は「こんな映画がヒットするようなら、いまの世の中にはよほど奇形人間が多いということになるのではないか」などと批判した。しかし『恐怖奇形人間』というタイトルの凄まじさから、1970年代終わりごろに名画座で掛かるたびに怖いもの見たさの観客が押しかけ、口コミで面白さが伝わり、先の佐藤の1980年『フリークス』自主上映運動などもあり、さらに1980年代にアメリカからカルト映画という概念が入り、『恐怖奇形人間』は、和製カルト映画の誉れをモノにした。
2003年、イタリアのウーディネで開催されたウーディネ極東映画祭で、石井の特集上映が組まれ、『セクシー地帯』や『網走番外地』などとともに本作も上映され、招待された石井が上映前に「これは日本では非常に評判が悪くて、片輪みたいな映画だけれど、デキの悪い子ほど可愛いんですよ」と喋ったら、上映後はスタンディングオベーションで拍手が鳴りやまず、外に出たらサイン責めに遭った。「さすが異常性愛の巨匠・パゾリーニの出たお国柄だ。イタリアは日本とは全然感覚が違うなあ」と思ったという。石井はイタリアで評価されたことをことのほか喜び、死の直前、一部面会を許した映画仲間にもイタリアの話をし、退院したらイタリアに行くつもりだったという。　

## ソフト化
日本でのソフト化は困難とされ、各地の名画座やミニシアターの特集上映、及び後述の海賊版などでしか鑑賞はできなかった。1980年代のビデオバブルの時代に、ソフト化が予定されサンプル（シロバコ）が一部マスコミに配られたが、土壇場でビデオ発売は見送られ、東映上層部は「『恐怖奇形人間』を今後ソフト化することは絶対にない」と決定した。このとき、流出したシロバコから海賊版が作られ、それを持っているかが「ウルトラセブン 第12話」などと共にマニアとしてのレベルが問われる時代があった。1990年代に入り「大井武蔵野館」が繰り返し上映するようになり、1993年3月に東映ビデオからVHSソフトの発売が予定され（品番：VRTB00560）、雑誌「宇宙船」63号において告知が行われたが、直前になって発売が中止された。その後監督としての石井輝男の再評価も進み、DVD誕生と共に“異常性愛路線”諸作品も2005年にDVD‐BOXとなって生まれ変わったがこれに『恐怖奇形人間』は入らなかった。
2006年9月に、アメリカのメーカーSynapse FilmsがDVD発売を予告。告知から1年近くが経過した2007年8月に、ようやく、Horrors of Malformed Men のタイトルで全米発売され、オンラインDVD販売サイトなどで売り上げランキング1位を記録。日本でも逆輸入品として一部の店舗で販売された。日本国内でも販売されると告知されたが、直前になり中止された。当初発売されたものが、リージョンオールのソフトだったこともあってか、日本映画の海外盤DVDとしては珍しく、HMVやAmazon.co.jpなどの国内通販サイト、および大手ショップの店頭でも取り扱われていた。
2017年10月、2005年8月12日に81歳で亡くなった石井輝男監督の13回忌追悼企画として日本国内で初めてソフト化された。なお、劇場では初公開以来、長年にわたって成人映画扱いだったが、映倫による再審査の結果、PG-12指定に改定され、鑑賞に伴う年齢的なハードルは引き下げられることとなった。

### サントラ化
2017年6月、初公開より半世紀を経て、CINEMA-KANレーベルよりサウンドトラックCDが発売された。
DVD化に先駆け、本作の日本国内での公式商品化としてはこれが初めてとなった。
- 江戸川乱歩全集 恐怖奇形人間 オリジナル・サウンドトラック[54]